# Mlađan Janović
Mlađan Janović (em montenegrino:  Млађан Јановић; Kotor, 11 de junho de 1984) é um jogador de polo aquático montenegrino.

## Carreira
Janović integrou o elenco da Seleção Montenegrina de Polo Aquático em três edições de Jogos Olímpicos, ficando em quarto lugar tanto em Pequim 2008 quanto em Londres 2012 e no Rio 2016.